# Panelus mussardi
Panelus mussardi là một loài bọ cánh cứng trong họ Bọ hung (Scarabaeidae).